# SS United States
SS United States (The Big U) är en amerikansk oceanångare som har hastighetsrekordet för passagerarfartyg över Nordatlanten i västlig riktning.
Fartyget, som är det största passagerarfartyg som har byggts i USA, byggdes i en torrdocka vid Newport News Shipbuilding and Drydock Company i Newport News i Virginia
för United States Lines. Hon byggdes av stål med överbyggnad av aluminium för att vara så lätt som möjlig och amerikanska staten betalade 50 av de 78 miljoner dollar ($), som hon kostade att bygga, mot att hon skulle kunna användas för trupptransporter eller som lasarettsfartyg.
På jungfruresan från New York till England 3 juli 1952 och returresan en vecka senare satte hon hastighetsrekord över Nordatlanten och erövrade Atlantens blå band i båda riktningarna. Fartyget seglade på 
Nordatlanten till 1969 och såldes 1978. Hon har haft flera ägare sedan dess och är nu upplagd i Philadelphia i USA.

## Hastighetsrekord

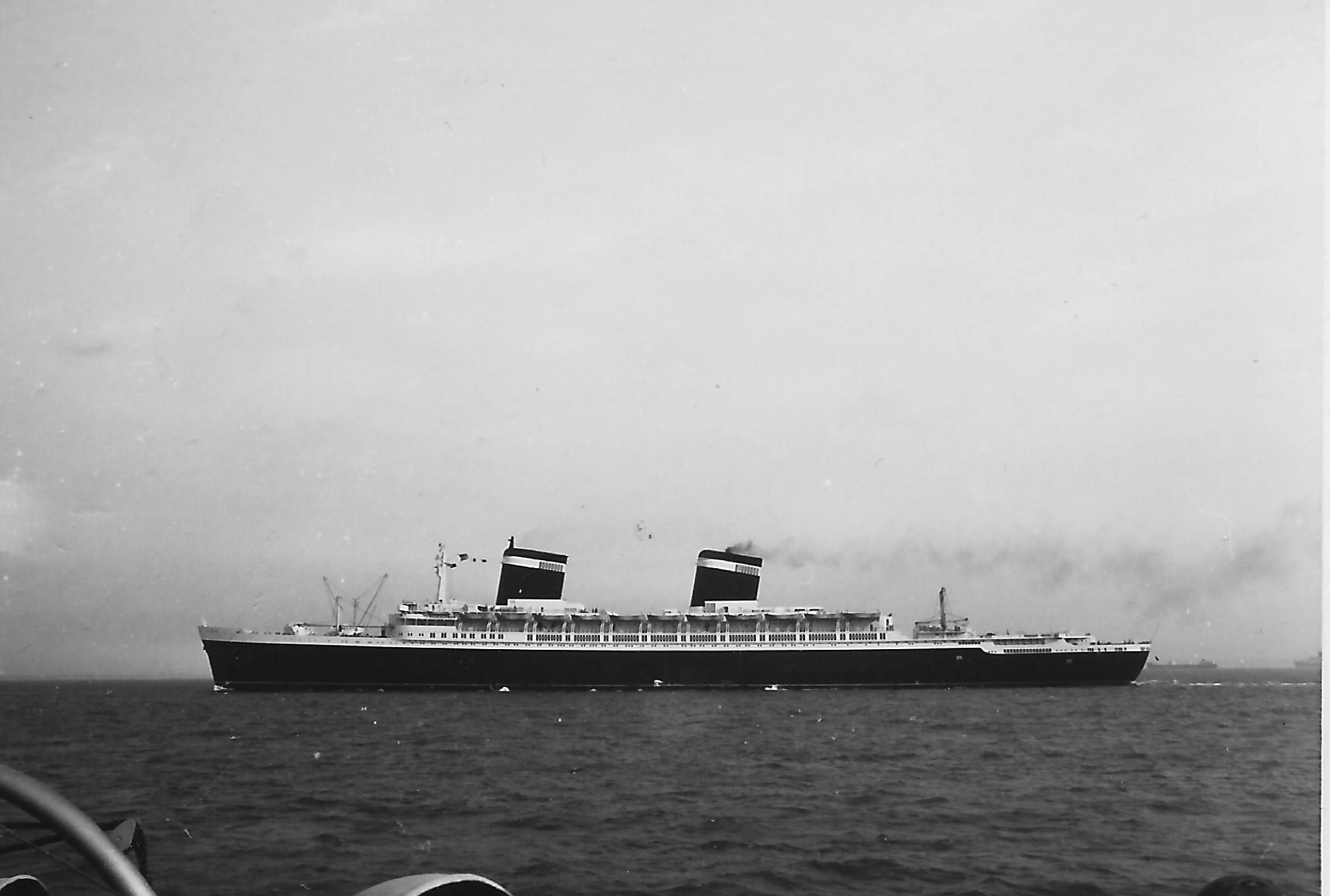
Jungfruresan från Southampton.

- I ostlig riktning: 3 juli – 6 juli 1952. Från fyrskeppet Ambrose i USA till Bishop Rock i England på 3 dygn 10 timmar och 40 minuter – en genomsnittshastighet på 34,6 knop. Rekordet slogs år 1990 av katamaranen Hoverspeed Great Britain.
- I västlig riktning: 11 juli – 15 juli 1952. Från Bishop Rock till  Ambrose på 3 dygn 12 timmar och  12 minuter – en genomsnittshastighet på 34,5 knop.

## Vidare öde

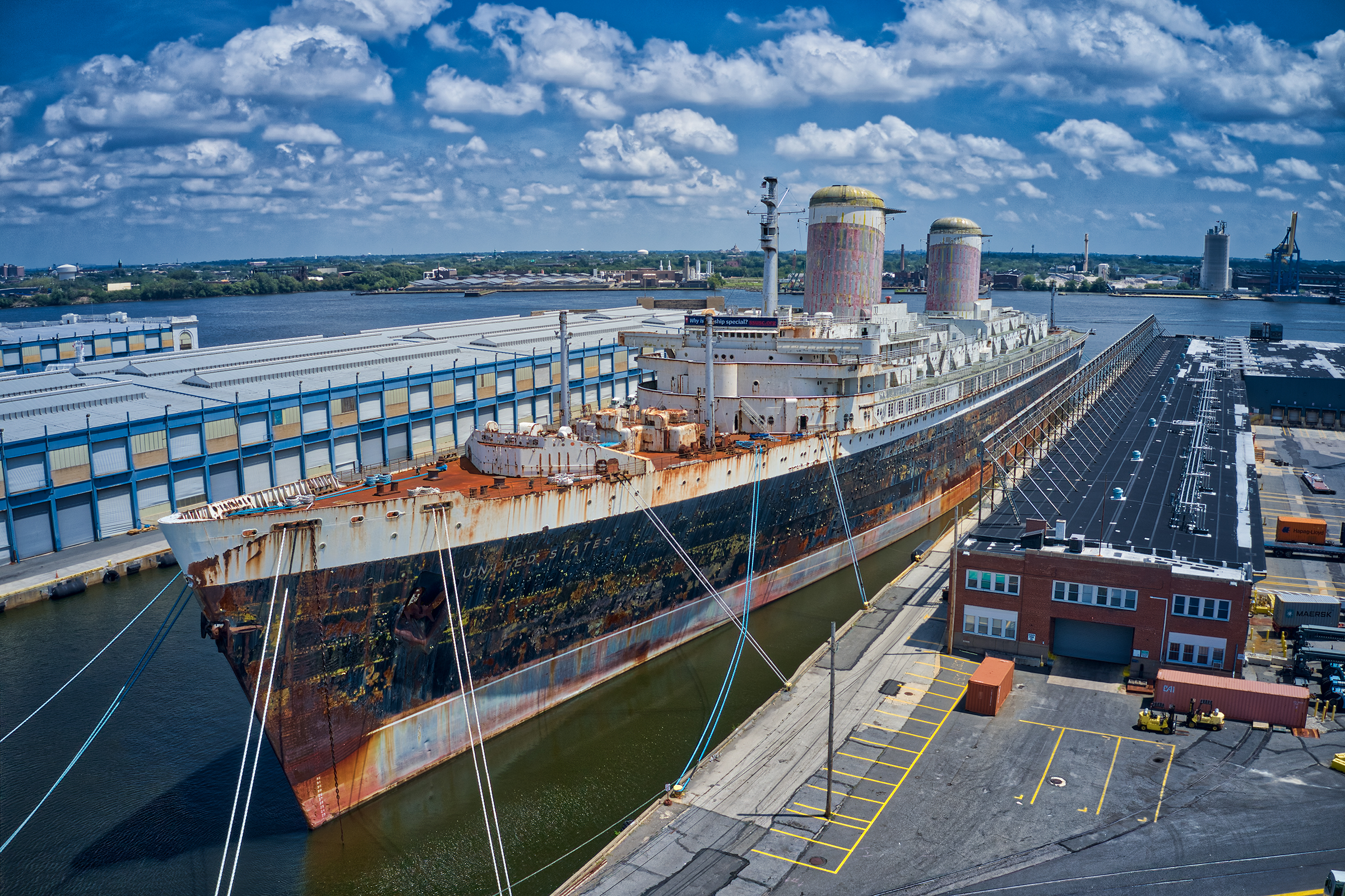
SS United States vid kaj i Philadelphia 2020.

SS United States köptes 2011 av gruppen SS United States Conservancy som ville bevara fartyget som idag bara är ett tomt skal eftersom all inredning såldes på auktion 1984. Det har funnits planer på att använda fartyget som flytande hotell, stormarknad och museum och 2019 inleddes ett samarbete med fastighetsbolaget RXR Realty som ville flytta henne till Pier 57 i New York.
Ägarna av kajen och lagerbyggnaden har i flera år velat höja hamnavgiften och i augusti 2024 beslöt en domstol att fartyget skulle flyttas från platsen senast den 12 september 2024.
Samma höst köptes fartyget av  Okaloosa County i Florida som planerar att sänka henne i Mexikanska golfen utanför Florida Panhandle och skapa världens största konstgjorda rev. Hon kommer först att bogseras till Mobile i Alabama för att tömmas för utrustning och kemikalierester. Därefter kommer hon att flyttas till Florida och sänkas på omkring 55 meters djup omkring 30 km från Destin. Man räknar med att sänkningen sker i början av år 2026.